# James Fazy
James Fazy (Genebra, 12 de maio de 1794 – Genebra, 6 de novembro de 1878) é uma das grandes figuras políticas de Genebra e o fundador do partido radical suíço.

## Biografia
Muito ativo na oposição liberal genebrina desde a adoção da constituição de 1816 - que restaurava o antigo regime, pouco democrático - torna-se o chefe do movimento radical no princípio dos anos de 1830, movimento formado por liberais que, sem o dizerem, pretendem uma modificação política "radical". Em 1826 havia fundado o "Journal de Genève" que militava pelo sufrágio universal.
No outono de 1841 tenta, sem resultado, deitar a baixo o governo, mas à frente de um força política confirmada continua a reclamar reformas. É o autor da constituição de 1847 que consagra o princípio da democracia representativa e marca uma mudança importante na história genebrina. Adorado por uns é odiado pelos conservadores que ainda mantêm nessa altura vários postos-chave de Genebra.
Por diferentes vezes candidato ao Concelho administrativo da cidade de Genebra, nunca será eleito.